# Japan Soccer League 1972
La stagione 1972 è stata l'ottava edizione della Japan Soccer League, massimo livello del campionato giapponese di calcio.

## Avvenimenti

### Antefatti
La più importante modifica in termini di regolamenti fu la divisionalizzazione del torneo, suddiviso in due raggruppamenti con il secondo costituito dalle migliori undici squadre dei campionati regionali ad eccezione del Towa Real Estate, che invece ottenne l'accesso in prima divisione vincendo l'All Japan Senior Football Championship. Per quella stagione non fu decretato nessun regolamento per le retrocessioni, in previsione di un allargamento dei quadri della Division 1 programmato per la stagione successiva: per lo stesso motivo furono annullati i play-off e le prime due squadre del secondo girone avrebbero ottenuto la promozione automatica nella massima divisione.
Il primo raggruppamento fu tra l'altro oggetto di ulteriori modifiche regolamentari, come il ripristino dell'uso delle maglie bianche per le squadre che giocavano i match in casa e l'uso del quoziente reti come discriminante in caso di parità di punteggio. A livello di club, continuò l'afflusso di calciatori di ascendenze brasiliane con l'acquisto di Sergio Echigo e Luiz Seihan Higa da parte del Towa Real Estate e di George Yonashiro per l'esordiente Yomiuri, così come i casi di naturalizzazione con l'esordio di George Kobayashi nella nazionale maggiore.

### Il campionato
Il torneo prese avvio il 9 aprile 1972: la fine del girone di andata vide l'Hitachi al comando della classifica, con una lunghezza di vantaggio sul Toyo Kogyo e quattro sui campioni in carica dello Yanmar Diesel (unica squadra con cui l'Hitachi perse punti). Nella seconda metà del torneo l'Hitachi si rivelò più costante del Toyo Kogyo e, ottenendo un punto in più dell'andata, riuscì a resistere agli attacchi dello Yanmar Diesel, che pure era riuscito a prevalere nello scontro diretto: alla fine del torneo, il 26 novembre, l'Hitachi otterrà di misura il suo titolo nazionale. Il secondo raggruppamento vide invece il dominio del Toyota Motors e Tanabe Pharma, favoriti da un pessimo girone di ritorno del Nippon Light Metal, inizialmente accreditatosi come candidato alla promozione.

## Squadre

### Profili
Division 1
| Club partecipanti | Club partecipanti | Città      | Stagione 1971                                |
| ----------------- | ----------------- | ---------- | -------------------------------------------- |
| Furukawa Electric | dettagli          | Ichihara   | 5° in Japan Soccer League                    |
| Hitachi           | dettagli          | Koganei    | 4° in Japan Soccer League                    |
| Mitsubishi HI     | dettagli          | Saitama    | 2° in Japan Soccer League                    |
| Nippon Kokan      | dettagli          | Kawasaki   | 7° in Japan Soccer League                    |
| Nippon Steel      | dettagli          | Kitakyūshū | 3° in Japan Soccer League                    |
| Towa Real Estate  | dettagli          | Tochigi    | 1° in All Japan Senior Football Championship |
| Toyo Kogyo        | dettagli          | Hiroshima  | 6° in Japan Soccer League                    |
| Yanmar Diesel     | dettagli          | Osaka      | Campione del Giappone                        |

Division 2
| Club partecipanti  | Club partecipanti | Città     | Stagione 1971                              |
| ------------------ | ----------------- | --------- | ------------------------------------------ |
| Dainichi Densen    | dettagli          | Amagasaki | 3º nel campionato della regione del Kansai |
| Fujitsu            | dettagli          | Kawasaki  | 4º nel campionato della regione di Kanto   |
| Kofu Club          | dettagli          | Kōfu      | 2º nel campionato della regione di Kanto   |
| Kyoto Shiko        | dettagli          | Kyoto     | 1º nel campionato della regione del Kansai |
| Nippon Light Metal | dettagli          | Shimizu   | 2º nel campionato della regione del Tokai  |
| NTTPC Kinki        | dettagli          | Osaka     | 4º nel campionato della regione del Kansai |
| Tanabe Pharma      | dettagli          | Osaka     | 2º nel campionato della regione del Kansai |
| Toyoda ALW         | dettagli          | Kariya    | 3º nel campionato della regione del Tokai  |
| Toyota Motors      | dettagli          | Nagoya    | 1º nel campionato della regione del Tokai  |
| Yomiuri            | dettagli          | Tokyo     | 3º nel campionato della regione di Kanto   |

### Allenatori
Division 1
| Club              | Allenatore         |
| ----------------- | ------------------ |
| Furukawa Electric | Saburō Kawabuchi   |
| Hitachi           | Hidetoki Takahashi |
| Mitsubishi HI     | Hiroshi Ninomiya   |
| Nippon Kokan      | Takaji Tanaka      |
| Nippon Steel      | Masashi Watanabe   |
| Towa Real Estate  | Yukio Shimomura    |
| Toyo Kogyo        | Kenzō Ōhashi       |
| Yanmar Diesel     | Kenji Onitake      |

Division 2
| Club               | Allenatore         |
| ------------------ | ------------------ |
| Dainichi Densen    | sconosciuto        |
| Fujitsu            | Shigeo Yaegashi    |
| Kofu Club          | Minoru Suzuki      |
| Kyoto Shiko        | Seishiro Shimatani |
| Nippon Light Metal | Nobuo Matsunaga    |
| NTTPC Kinki        | sconosciuto        |
| Tanabe Pharma      | Kōji Miyata        |
| Toyoda ALW         | sconosciuto        |
| Toyota Motors      | Tatsuya Shiji      |
| Yomiuri            | Jujiro Narita      |

## Classifiche finali

### JSL Division 1
|                     | Pos. | Squadra           | Pt | G  | V | N | P  | GF | GS | MR    |
| ------------------- | ---- | ----------------- | -- | -- | - | - | -- | -- | -- | ----- |
| Giappone (bandiera) | 1.   | Hitachi           | 21 | 14 | 9 | 3 | 2  | 36 | 16 | 0,692 |
|                     | 2.   | Yanmar Diesel     | 20 | 14 | 7 | 6 | 1  | 30 | 11 | 0,732 |
|                     | 3.   | Toyo Kogyo        | 16 | 14 | 7 | 2 | 5  | 20 | 13 | 0,606 |
|                     | 4.   | Mitsubishi HI     | 16 | 14 | 5 | 6 | 3  | 26 | 19 | 0,578 |
|                     | 5.   | Nippon Kokan      | 15 | 14 | 4 | 5 | 5  | 15 | 18 | 0,455 |
|                     | 6.   | Nippon Steel      | 12 | 14 | 4 | 4 | 6  | 22 | 30 | 0,423 |
|                     | 7.   | Furukawa Electric | 8  | 14 | 3 | 2 | 9  | 17 | 41 | 0,293 |
|                     | 8.   | Towa Real Estate  | 6  | 14 | 2 | 2 | 10 | 11 | 29 | 0,275 |

Legenda:

      Campione del Giappone

Note:
Due punti a vittoria, uno a pareggio, zero a sconfitta.

### JSL Division 2
|  | Pos. | Squadra            | Pt | G  | V  | N | P  | GF | GS | DR  |
|  | ---- | ------------------ | -- | -- | -- | - | -- | -- | -- | --- |
|  | 1.   | Toyota Motors      | 30 | 16 | 13 | 4 | 1  | 34 | 16 | +18 |
|  | 2.   | Tanabe Pharma      | 26 | 16 | 10 | 6 | 2  | 37 | 22 | +15 |
|  | 3.   | Kofu Club          | 21 | 16 | 9  | 3 | 6  | 33 | 21 | +12 |
|  | 4.   | Kyoto Shiko        | 17 | 16 | 7  | 3 | 8  | 19 | 23 | -4  |
|  | 5.   | Fujitsu            | 17 | 16 | 4  | 9 | 5  | 26 | 31 | -5  |
|  | 6.   | Nippon Light Metal | 16 | 16 | 7  | 2 | 9  | 31 | 33 | -2  |
|  | 7.   | Yomiuri            | 15 | 16 | 7  | 1 | 10 | 27 | 31 | -4  |
|  | 8.   | Dainichi Densen    | 14 | 16 | 5  | 4 | 9  | 36 | 40 | -4  |
|  | 9.   | NTTPC Kinki        | 14 | 16 | 4  | 6 | 8  | 21 | 25 | -4  |
|  | 10.  | Toyoda ALW         | 10 | 16 | 4  | 2 | 12 | 14 | 36 | -22 |

Legenda:

      Promossa in Japan Soccer League Division 1 1973

Note:
Tre punti a vittoria, uno a pareggio, zero a sconfitta.

## Risultati

### Tabellone
Division 1
|                       | Hit  | Yan  | Toy  | Mit  | Nkk  | Nip  | Fur  | Tow  |
| --------------------- | ---- | ---- | ---- | ---- | ---- | ---- | ---- | ---- |
| Hitachi               | –––– | 1-3  | 2-1  | 1-0  | 3-2  | 3-4  | 5-0  | 3-1  |
| Yanmar Diesel         | 1-1  | –––– | 0-2  | 0-0  | 2-0  | 2-2  | 4-0  | 1-1  |
| Toyo Kogyo            | 1-2  | 0-2  | –––– | 2-0  | 1-0  | 0-0  | 4-1  | 1-0  |
| Mitsubishi Heavy Ind. | 0-1  | 0-0  | 0-2  | –––– | 2-0  | 6-2  | 3-4  | 1-1  |
| Nippon Kokan          | 0-0  | 1-1  | 2-2  | 0-0  | –––– | 2-1  | 1-4  | 2-0  |
| Nippon Steel          | 0-8  | 0-3  | 2-2  | 0-3  | 1-2  | –––– | 0-1  | 0-0  |
| Furukawa Electric     | 0-5  | 0-6  | 0-3  | 2-3  | 0-0  | 3-4  | –––– | 1-0  |
| Towa Real Estate      | 1-5  | 1-3  | 0-2  | 1-4  | 1-3  | 3-0  | 1-0  | –––– |

Division 2
|                    | Tom  | Tan  | Kof  | Fuj  | Ksh  | Nlm  | Yom  | Dai  | Ntt  | Tal  |
| ------------------ | ---- | ---- | ---- | ---- | ---- | ---- | ---- | ---- | ---- | ---- |
| Toyota Motors      | –––– | 3-3  | 2-1  | 5-3  | 0-0  | 1-0  | 2-1  | 4-0  | 1-1  | 1-0  |
| Tanabe Pharma      | 1-2  | –––– | 2-2  | 2-2  | 4-0  | 1-0  | 3-1  | 3-2  | 1-1  | 2-0  |
| Kofu Club          | 0-1  | 1-1  | –––– | 4-0  | 3-0  | 1-2  | 3-2  | 2-0  | 0-1  | 5-1  |
| Fujitsu            | 0-2  | 0-0  | 3-1  | –––– | 1-1  | 2-4  | 1-0  | 0-0  | 1-1  | 0-1  |
| Kyoto Shiko        | 2-4  | 0-4  | 0-2  | 0-0  | –––– | 1-4  | 3-0  | 5-2  | 2-1  | 5-1  |
| Nippon Light Metal | 1-2  | 2-3  | 1-1  | 2-2  | 1-2  | –––– | 1-2  | 3-2  | 3-2  | 3-1  |
| Yomiuri            | 0-2  | 0-2  | 3-0  | 0-2  | 0-2  | 4-2  | –––– | 4-2  | 1-1  | 3-0  |
| Dainichi Densen    | 1-2  | 5-1  | 1-3  | 0-0  | 1-3  | 4-0  | 4-1  | –––– | 3-3  | 3-2  |
| NTTPC Kinki        | 2-0  | 0-2  | 0-1  | 0-0  | 2-0  | 1-2  | 1-2  | 1-4  | –––– | 2-1  |
| Toyoda ALW         | 0-0  | 1-2  | 1-3  | 0-2  | 1-0  | 1-0  | 0-3  | 2-2  | 1-0  | –––– |

## Statistiche

### Classifiche di rendimento

#### Rendimento andata-ritorno
| Andata                | Andata | Ritorno               | Ritorno |
|                       |        |                       |         |
| Hitachi               | 10     | Yanmar Diesel         | 12      |
| Toyo Kogyo            | 9      | Mitsubishi Heavy Ind. | 12      |
| Yanmar Diesel         | 8      | Hitachi               | 11      |
| Nippon Steel          | 5      | Nippon Kokan          | 9       |
| Furukawa Electric     | 5      | Nippon Steel          | 7       |
| Mitsubishi Heavy Ind. | 4      | Toyo Kogyo            | 7       |
| Nippon Kokan          | 4      | Towa Real Estate      | 4       |
| Towa Real Estate      | 2      | Furukawa Electric     | 3       |

| Andata             | Andata | Ritorno            | Ritorno |
|                    |        |                    |         |
| Toyota Motors      | 15     | Toyota Motors      | 15      |
| Tanabe Pharma      | 14     | Tanabe Pharma      | 12      |
| Nippon Light Metal | 12     | Fujitsu            | 12      |
| Kofu Club          | 11     | Kyoto Shiko        | 11      |
| NTTPC Kinki        | 8      | Kofu Club          | 10      |
| Kyoto Shiko        | 6      | Dainichi Densen    | 10      |
| Yomiuri            | 6      | Yomiuri            | 9       |
| Fujitsu            | 5      | NTTPC Kinki        | 6       |
| Dainichi Densen    | 4      | Toyoda ALW         | 6       |
| Toyoda ALW         | 2      | Nippon Light Metal | 4       |

### Primati stagionali
| Record della Division 1 - Maggior numero di vittorie: Hitachi (9) - Minor numero di sconfitte': Yanmar Diesel (1) - Miglior attacco: Hitachi (36) - Miglior difesa: Yanmar Diesel (11) - Miglior quoziente reti: Yanmar Diesel (0,732) - Maggior numero di pareggi: Yanmar Diesel, Mitsubishi Heavy Ind. (6) - Minor numero di pareggi: Toyo Kogyo, Furukawa Electric, Towa Real Estate (2) - Maggior numero di sconfitte: Towa Real Estate (10) - Minor numero di vittorie: Towa Real Estate (2) - Peggior attacco: Towa Real Estate (11) - Peggior difesa: Furukawa Electric (41) - Peggior quoziente reti: Towa Real Estate (0,275) | Record della Division 2 - Maggior numero di vittorie: Toyota Motors (13) - Minor numero di sconfitte: Toyota Motors (1) - Miglior attacco: Tanabe Pharma (37) - Miglior difesa: Toyota Motors (16) - Miglior differenza reti: Toyota Motors (+18) - Maggior numero di pareggi: Fujitsu (9) - Minor numero di pareggi: Yomiuri (1) - Maggior numero di sconfitte: Toyoda ALW (12) - Minor numero di vittorie: Fujitsu, NTTPC Kinki e Toyoda ALW (4) - Peggior attacco: Toyoda ALW (14) - Peggior difesa: Dainichi Densen (40) - Peggior differenza reti: Dainichi Densen (-22) |

### Classifica marcatori
| Gol |  |  | Giocatore          | Squadra           |
| --- |  |  | ------------------ | ----------------- |
| 12  |  |  | Akira Matsunaga    | Hitachi           |
| 11  |  |  | Kunishige Kamamoto | Yanmar Diesel     |
| 7   |  |  | Kenji Okubo        | Mitsubishi HI     |
| 6   |  |  | Minoru Kobata      | Hitachi           |
| 6   |  |  | Ichirō Hosotani    | Mitsubishi HI     |
| 6   |  |  | Kōzō Arai          | Furukawa Electric |

| Gol |  |  | Giocatore  | Squadra         |
| --- |  |  | ---------- | --------------- |
| 14  |  |  | Akio Okuda | Dainichi Densen |